# Nellia tenuis
Nellia tenuis is een mosdiertjessoort uit de familie van de Quadricellariidae. De wetenschappelijke naam van de soort is voor het eerst geldig gepubliceerd in 1926 door Harmer.